# 糟谷磯丸
糟谷 磯丸（かすや いそまる、1764年6月2日（宝暦14年5月3日） - 1848年6月3日（嘉永元年5月3日））は、江戸時代後期の歌人。「無筆の歌詠み」として知られる漁夫歌人である。別名は貞良、磯麿、通称は新之丞、半之丞。

## 生涯
渥美半島の先端の村、三河国渥美郡伊良湖村（現・愛知県田原市伊良湖町）の貧しい漁師の家の長男として生まれた。31歳で父を亡くし、母も長い間病気で、30歳を過ぎるまで読み書きができなかった。しかし、母の病気全快を願い、伊良湖神社に日参するうちに参詣人の詠む和歌の不思議な響きに魅せられ、35歳にして歌の道を志した。大垣新田藩の郡奉行であり国学者の井本常蔭に文字や和歌の教えを受け、「磯丸」という号を授かる。その後、林織江の世話をしたことがきっかけとなり、織江の師である芝山大納言持豊に師事し「貞良」の号を授かる。
磯丸は一生のうちに数万首の歌を作ったといわれている。読み書きができなかったことから「無筆の歌詠み」とも呼ばれた。1848年（嘉永元年）、生まれた日と同じ5月3日に85歳で死去した。その死後、磯丸を慕う人々によって「磯丸霊神」の名を与えられ、神としてまつられた。磯丸の生家に建てられた「磯丸霊神祠」は現在、「糟谷磯丸旧里」と刻まれた石碑と共に伊良湖神社境内に安置されている。
磯丸は多くの文人と同じように旅を好み、三河の各地から渥美半島の対岸の知多半島や奥三河・浜松・長野（いわゆる三遠南信地域）また京都、伊勢、尾張、江戸などを旅した。同時代を生きた渡辺崋山とも天保4年（1833年）に田原城にて会ったという記録がある。

## 作品
磯丸の歌は素直で分かりやすく、「無造作の中に真がこもっている」として庶民の間でもてはやされた。なかでも「まじない歌」は有名で、磯丸に歌を詠んでもらうと願いがかなうという噂が広まり、家内安全・恋愛成就など人々の求めに応じ多くの歌を詠んでいる。恋路ヶ浜から伊良湖岬灯台まで続く遊歩道には磯丸が詠んだこれらの歌の歌碑が数多く建立されている。磯丸歌碑は全国各地に36箇所あるが、そのうち田原市には10箇所ある。
伊良湖を詠んだ歌として、以下の歌がある。

夏ころも　きてもみよかし　いらご崎　すずしきなみの　よるの月かげ
（現代語訳）夏が来て涼しい着物を羽織る季節になった。そんな着物を着てふらりと夏の伊良湖岬に来てください。月夜に照らされた砂浜がとても綺麗で、涼しげな波の音が聞こえてきます。